# Бурно (Вандеја)
Бурно (фр. Bourneau) насеље је и општина у западној Француској у региону Лоара, у департману Вандеја која припада префектури Фонтне ле Конте.
По подацима из 2011. године у општини је живело 775 становника, а густина насељености је износила 47,37 становника/km². Општина се простире на површини од 16,36 km². Налази се на средњој надморској висини од 93 метара (максималној 122 m, а минималној 38 m).

## Демографија
| 1962. | 1968. | 1975. | 1982. | 1990. | 1999. | 2011. |
| ----- | ----- | ----- | ----- | ----- | ----- | ----- |
| 696   | 717   | 620   | 736   | 722   | 623   | 775   |